# Birkenmühle (abgegangene Mühle)

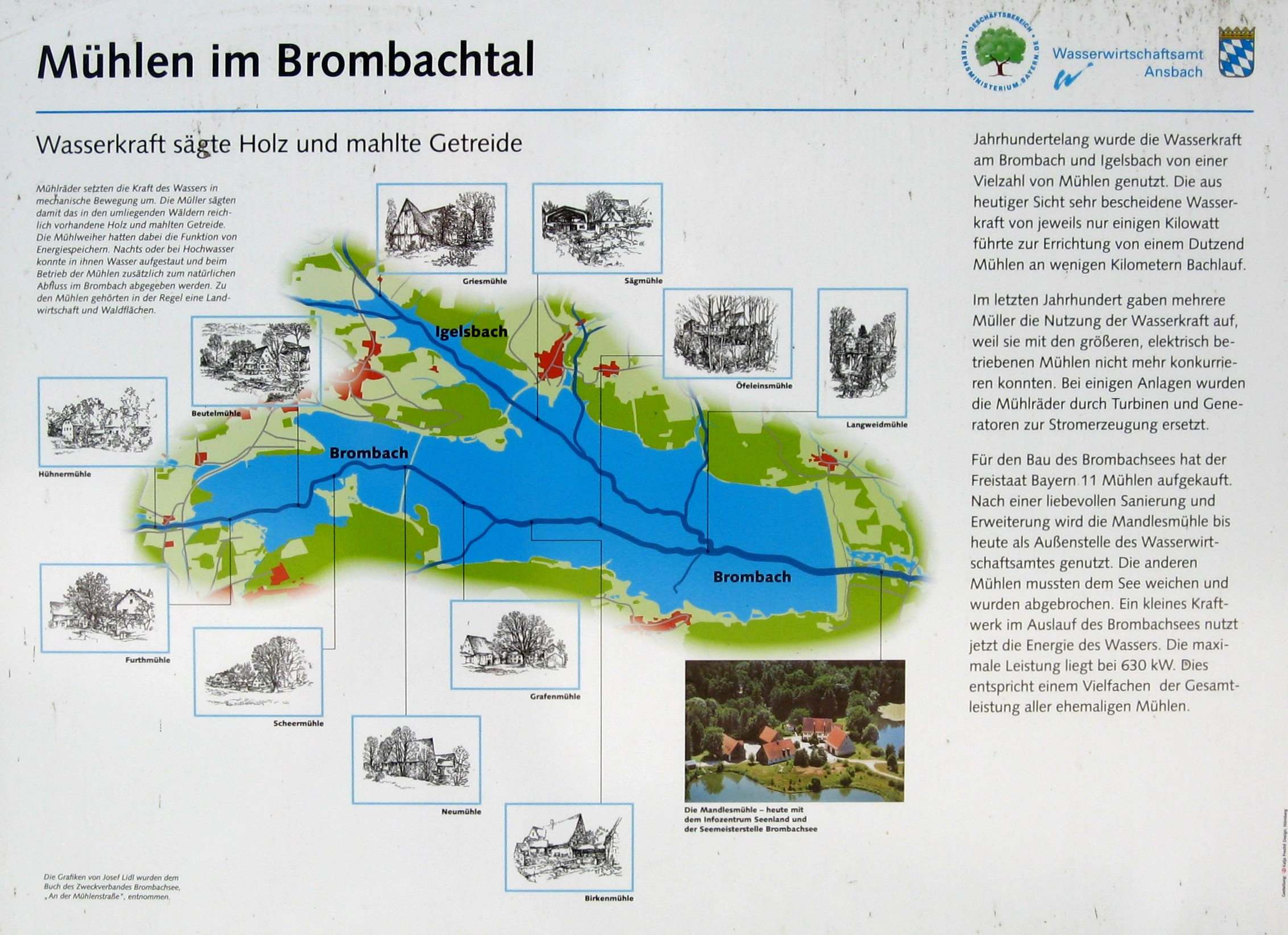
Infotafel am Nordufer des Brombachsees zu den abgegangenen Mühlen

Birkenmühle war ein Gemeindeteil der ehemaligen Gemeinde Ramsberg im früheren mittelfränkischen Landkreis Weißenburg in Bayern. Heute gehört das Gebiet zum Markt Pleinfeld im Landkreis Weißenburg-Gunzenhausen.

## Lage
Die Mühle lag am Brombach südöstlich von Absberg und nordwestlich von Ramsberg im Bereich des heutigen Großen Brombachsees. Benachbarte, ebenfalls durch den Bau des Stausees abgegangene Brombach-Mühlen waren die zur früheren Gunzenhauser Landkreis-Gemeinde Thannhausen gehörende Grafenmühle und die ebenfalls zu Ramsberg gehörende Öfeleinsmühle.

## Geschichte
Der Ortsname wird gedeutet als „Zur Mühle bei den Birken“. Mit Urkunde vom 20. August 1302 verkaufte Graf Gebhard VII. von Hirschberg unter anderem einen Weiher in „Pirkken“ an den Eichstätter Bischof Konrad II. von Pfeffenhausen. Die Mühle unterstand dem eichstättischen Amt Sandsee; dorthin hatten beispielsweise 1407 Conrad Pirckenmülner und 1456 Hans Birckenmulner Abgaben zu leisten. Mit Urkunde vom 26. August 1474 überließ der Eichstätter Bischof Wilhelm von Reichenau der Deutschordenskommende Ellingen die „Birckenmühle“ samt dem dazugehörenden Mühlweiher im Tausch für die Weyermühle samt Weiher, zwischen Nennslingen und Syburg gelegen, wahrscheinlich der heute sogenannte Schwabenweiher. Von da ab blieb die Mühle bis zum Ende des Heiligen Römischen Reichs Ellinger Deutschordensbesitz, das heißt, der Birkenmüller musste als Lehensuntertanen dorthin seine Abgaben leisten. An Reichnissen waren laut Salbuch des Deutschen Ordens in Ellingen von 1536 an Geld 24 Pfund Heller und 24 Pfennige sowie ein Fastnachtshuhn zu leisten.
Infolge der Säkularisation des Deutschen Ordens durch Napoléon Bonaparte ging die Birkenmühle zusammen mit der Öfeleinsmühle 1806 an das neue Königreich Bayern über, wo die beiden Einöden im Landgericht/Rentamt Gunzenhausen ab 1808 dem Steuerdistrikt Absberg, ab 1811 der Ruralgemeinde Enderndorf (heute Gemeindeteil von Spalt) und ab 1818 der Ruralgemeinde Ramsberg eingegliedert waren. Ab 1857 gehörte Ramsberg mit seinen Mühlen zum Landgericht Ellingen und zum Rentamt (und später zum Landkreis) Weißenburg.
Seit 1893 war die Birkenmühle im Besitz der Familie Lang. 1966 bestand der Weiler aus drei Wohngebäuden. In den 1970er/1980er Jahren übernahm der Freistaat Bayern die Mühle und riss sie zum Bau des Großen Brombachsees ab.

### Einwohnerzahlen
- 1818: 8 Einwohner[8]
- 1824: 6 Einwohner, 1 Anwesen[8]
- 1861: 12 Einwohner, 3 Gebäude[9]
- 1929: 14 Einwohner[10]
- 1950: 12 Einwohner, 3 Anwesen[8]
- 1961: 7 Einwohner, 2 Wohngebäude[11]